# Pinzón
Pinzón (ang. Duncan) – wyspa w archipelagu Galapagos, należącym do Ekwadoru. Leży w centrum archipelagu.

## Warunki naturalne
Pinzón leży w pobliżu większych wysp archipelagu, ale oddzielają ją od nich głębokie cieśniny. Wyspa jest wyżynna, co skutkuje dużą wilgotnością i pojawianiem się w porze suchej gęstych mgieł garúa, które sprzyjają rozwojowi epifitów. Poszarpane skały i kolczasta roślinność przyczyniły się do nazywania jej „wyspą diabła”. Jej oficjalna nazwa pochodzi od braci Pinzón, dowódców okrętów Pinta i Niña uczestniczących w wyprawie Kolumba, angielska nazwa upamiętnia brytyjskiego admirała Adama Duncana.
Na wyspie nie ma miejsc dostępnych dla turystów, jedynie w pobliżu wysepki położonej na południe od Pinzón dopuszczone jest nurkowanie.

## Fauna

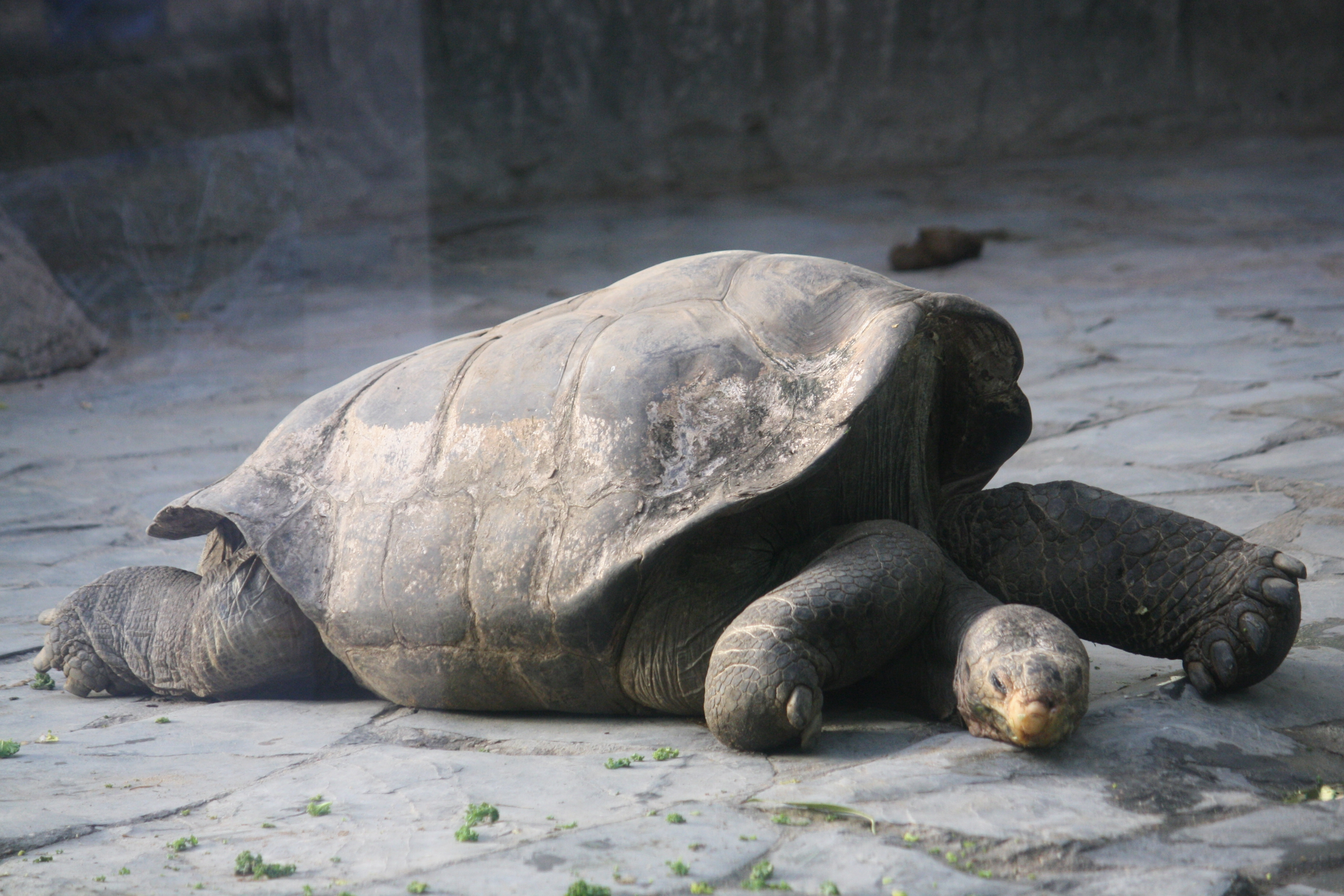
C. n. duncanensis w praskim Zoo

Na wyspie występuje lokalny podgatunek żółwia słoniowego, Chelonoidis nigra duncanensis i endemiczna jaszczurka Microlophus duncanensis. Zwierzętom tym zagrażają zawleczone na wyspę szczury śniade, które w XX wieku konsekwentnie niszczyły lęgi żółwi, pożerając jaja i pisklęta. Żółwie od 1970 były rozmnażane poza wyspą i sprowadzane z powrotem po osiągnięciu odpowiedniego wieku, dzięki czemu populacji nie tworzą wyłącznie stare osobniki. Próba wytępienia szczurów w latach 1988-89 nie zakończyła się powodzeniem, ale ograniczyła ich populację, pozwalając na zwiększenie liczebności jaszczurek i gołębiaków plamistych, oraz udane lęgi żółwi. Ponowny wzrost liczebności szczurów zatrzymał jednak rozwój ich populacji. Obecnie, po przeprowadzeniu w 2012 roku akcji deratyzacyjnej w skali całej wyspy, trwa monitorowanie ekosystemu.